# Firmus (général maure)
Pour les articles homonymes, voir Firmus.
Firmus, prince Quinquegentiens (dans l'actuelle Kabylie) au IVe siècle, se révolta contre l'empereur Valentinien Ier, Il se revêtit de la pourpre et prit le titre de roi, Il ravagea l'Afrique et la Maurétanie, s'empara de la ville la plus importante de la Maurétanie césarienne, Césarée (actuelle Cherchell), ainsi que d'Icosium (Alger), Il conquit également plusieurs autres villes et devint puissant en Afrique, Il fut vaincu par le général Théodose l'Ancien.

## Biographie
Né à Thénia dans l'actuelle Kabylie, il est le fils de Nubel, regulus quinquengentien et chrétien donatiste. Il avait plusieurs frères dont les plus célèbres furent Gildon, Zammac/Sammac, Mazuca et Mascezel. Après la mort de son père en 370 et Zammac ayant été semble t-il choisis pour lui succéder, il est accusé de fratricide par le comte d'Afrique Romanus à la suite de l'assassinat de son frère. Il finit par se révolter contre Valentinien Ier en 370, se proclame rex en Maurétanie et monte une armée modeste composé d'une douzaine de tribus maures et deux corps de troupes romaines. Firmus soulève alors toute la Maurétanie Césarienne et reçoit le soutien des  donatistes de la région de Rusicade, qualifiés de Firmiani.
Zosime, IV, 16, 3 : « C'est pourquoi les Africains, à leur tour, qui ne pouvaient supporter la rapacité de Romanus, qui exerçait le commandement militaire chez les Maures, offrirent la pourpre à Firmus et le proclamèrent empereur ; Lorsqu'il apprit cela, Valentinien en fut justement ému ; aussi prescrivit-il sans tarder à quelques unités de soldats de quitter leur garnison de Pannonie et de Mésie supérieure et de voguer vers l'Afrique. »
Il s'empara rapidement d'une grande partie de la Maurétanie césarienne et de la sitifienne. Césarée fut notamment incendiée et victime des entreprises de son frère Mazuca après que Firmus eut sérieusement battu Romanus. C'est dans ce contexte insurrectionnel, qu'apparait en 373, Le commandant en chef Théodose l'Ancien qui s'était notamment distingué en Bretagne et contre les Alamans. Très rapidement, il parvint à écraser la rébellion en s'appuyant notamment sur l'aide de Gildon, frère et ennemi de Firmus. Théodose après avoir défait Mascezel dans la région de Tubusuptu, porta son effort sur la césarienne orientale où il séjourna à Césarée. De là, il se dirigea ensuite vers Zucchabar où il fut rejoint par Gildon et où les déserteurs furent châtiés dans une volonté d'impressionner les populations locales. C'est dans cette région près de Castellum Tingitanum qu'il battit la tribu des Mazices et qu'il se heurta à une coalition de tribus menée par une sœur de Firmus nommée Cyria. Théodose finit par gagner Tipasa en février 374 et où il entame de grands efforts pour briser l'alliance de certaines tribus avec Firmus. Dans ce contexte, Firmus fut contraint de se réfugier dans les monts Caprarienses (dans la région du Hodna ) et c'est dans une dernière bataille impliquant les Isaflenses que Firmus se suicida par pendaison après avoir été informé de la trahison prochaine de son allié. Son cadavre fut remis ,attaché à un chameau, à Théodose par Igmacen/Igmazen le roi des Isaflenses.

## Interprétations de la révolte
Sur les motifs et les motivations de cette révolte, il y a confrontation avec un certain nombre de problèmes[incompréhensible]. S'agit-il de la rébellion d'un chef local qui agit dans un cadre essentiellement indigène ou d'une affaire qui a les apparences d'une tentative d'usurpation?
D'emblée se pose la question du soutien maurétanien. Sa famille est divisée. D'ailleurs, contre lui Firmus trouve Gildon, son propre frère. L'évènement s'inscrit de façon plus générale dans une querelle clanique. Par ailleurs, il est possible que des aspects fiscaux puissent donner un caractère de révolte plus générale contre la domination romaine.
Les sources donnent sur ce point des informations contrastées. Ammien le présente comme un latro (brigand), terme usité pour les révoltés, d'autres sources évoquent une rebellio barbarica et donc un mouvement étranger aux prétentions impériales. Aussi, le débat – usurpation ou rébellion – est relancé par deux passages d'Ammien Marcellin. Firmus a reçu un torques (un collier), marque honorifique et gratification, en guise de diadema, bandeau royal et par extension insigne impérial. Dans un second passage, le manteau de Firmus est qualifié de puniceus qui désigne la couleur rouge dont le procédé de fabrication avait été élaboré par les Phéniciens (voir Pourpre de Tyr).
Firmus aurait usé de ces attributs pour légitimer son action auprès des soldats maures et des éléments du peuple romain qu'il voulait s'attacher, mais on ne peut discerner ici une volonté de s'emparer de l'empire entier. Parmi les partisans de Firmus, l'hétérogénéité règne. D'après Ammien Marcellin, il a le soutien de populations numides orientales  mais derrière ce terme se trouvent des individus d'origines sociales contrastés : tribus indigènes qui sont au nombre de 13 (les Mazices et lsaflenses), éléments de l'armée, et plus complexe, des membres de tribus impliqués dans l'armée, mais peut-être aussi des traîtres et des déserteurs, européens ou maures. Il bénéficie aussi du soutien de la population civile, rurale, certains citadins et des éléments donatistes. Bref, une coalition de l'ensemble des mécontents, dans le contexte d'une pression fiscale croissante, dans la perspective des combats à venir en Perse ou contre les populations germaniques.

## Sources partielles
- Marie-Nicolas Bouillet  et Alexis Chassang (dir.), « Firmus » dans Dictionnaire universel d’histoire et de géographie, 1878 (lire sur Wikisource)
- Ammien Marcellin, Histoire romaine, XXIX.

### Sites archéologiques
- Bénian ntâa Soumâa: ruines numides dans la commune de Thénia dans la wilaya de Boumerdès en Algérie.
- Mausolée de Blad Guitoun: ruines numides dans la commune de Si Mustapha dans la wilaya de Boumerdès en Algérie.
- Mausolée romain d'Akbou: ruines numides dans la commune de Akbou dans la wilaya de Béjaïa en Algérie.